# Heliocheilus julia
Heliocheilus julia là loài bướm đêm Bắc Mỹ thuộc họ Noctuidae. Heliocheilus julia ưa sáng. Vòng đời và thực vật chủ chưa rõ.
Heliocheilus julia phân bố từ trung New Mexico phía tây đến miền đông Arizona và phía nam đến Jalisco, Mexico.

## Bay
Bướm bay từ cuối tháng 7 đến tháng 9.